# Дамблон, Селестин
Селестин Дамблон (Célestin Demblon; 19.05.1859, Невиль-ан-Кондроз — 13.12.1924, Брюссель) — бельгийский политик-социалист, преподаватель и литератор. Придерживался антиклерикальных взглядов. Состоял членом парламента — депутатом от Льежа с 1894 года.
С 1878 года учитель, был уволен в 1883 году после того как публично выступил с критикой монархии. Преподавал в Новом университете в Брюсселе.

## Ранняя жизнь
Дамблон происходил из рабочего класса и учился в школе Льежа. Вскоре он начал работать учителем в городе, но позже вступил в конфликт с властями образования из-за его непринужденного обсуждения политических вопросов со студентами. Дамблона обвинили в пропаганде социализма среди школьников. Вскоре его сняли с должности.
Он получил работу лектором в «Université nouvelle» в Брюсселе, который был создан в 1894 году левыми, в том числе анархистами и социалистами.Это было независимое и самоуправляемое учебное заведение.

## Политика
Дамблон начал политическую карьеру в 1894 году, баллотировавшись на выборах в законодательные органы против бывшего либерального премьер-министра Валтера Фре-Орбана как кандидата от социалистов. Молодой учитель победил бывшего премьер-министра, заняв его место в Палате представителей.
Селестин Дамблон был известен своими откровенными взглядами, в частности сильным антиклерикальным духом. Он выражал отвращение к католической церкви в брошюрах с такими названиями как «La pornographie cléricale». Это вызвало дебаты в парламенте о том, что Библия была полна порнографических пассажей.
Дамблон также продвигал этническую идентичность валлонов в Бельгии, и настаивал на том, что валлонец должен быть назначен на должность преподавателя, потому что "обучение, данное валлонцем, будет более прибыльным для студентов… живописное видение, характерное для Валлонской расы очень отличается от расы фламандских художников ".
Его оппозиция «фламанжистам» была связана с верой в важность французской культурной самобытности. По той же причине он выступал против сторонников валлонского диалекта.
Во время Первой мировой войны Дамблон дистанцировался от националистического крыла левого бельгийского движения. Заявляя о своей солидарности с мировыми социалистическими ценностями, он писал: «У того, кто голоден, нет страны; у бедных нет родины, им нечего терять в этой войне».
После войны он возродил свою роль лидера, но вскоре рассорился с другими членами руководства, так как проявлял растущую симпатию к коммунизму, в частности, выражая поддержку русской революции. Он писал: "Я за русскую революцию, которая является оплотом рабочего класса всего мира. Без этой крепости, без этой революции буржуазия не пошла бы на уступки по социальному обеспечению."